# Al Kidr
Eta Cephei (η Cep, η Cephei) är en stjärna i, den på nordliga breddgrader cirkumpolära, stjärnbilden Cepheus. Den delar namnet Al Kidr med θ Cep – innebörden av detta namn är okänt. Eta Cephei, tillsammans med α Cep (Alderamin) och β Cep (Alfirk), identifierades av Ulug Beg som Al Kawākib al Firḳ ( الكوكب الفرق ), vilket betyder "stjärnorna av flocken".   Med en skenbar magnitud på 3,4,  är detta en stjärna som är lätt synlig för blotta ögat. Baserat på parallaxmätningar är Eta Cephei belägen på ett avstånd av 46,53 ljusår (14,27 parsecs) från solen.

## Egenskaper
Eta Cephei är en underjätte med spektraltyp K0 IV, vilket tyder på att den avger väte från sin kärna och är på väg att utvecklas till en jättestjärna. Med 1,6  gånger solens massa vid en ålder av 2,5  miljarder år har den nått en radie fyra gånger större än solens  och en ljusstyrka tio gånger större. Den strålar ut denna energi från dess yttre atmosfär vid en effektiv temperatur av 4 950 K, vilket ger den orangea färgen hos en stjärna av K-typ. Eta Cephei har en stor egenrörelse tvärs över himmelssfären  med en hastighet på 112 km/s.

## Möjliga planeter
Observationer 1998  har indikerat betydande periodiciteter hos Eta Cephei på 164 dygn respektive 10 år, vilket antyder en möjlig närvaro av planeter i omloppsbana, med en övre gräns på 0,64 Jupitermassor för den förmodade inre planeten och 1,2 Jupitermassor för den förmodade yttre. Även observationer år 1988  gav slutsatsen att det kunde finnas planeter eller kanske bruna dvärgar mindre massiva än 16,3 Jupitermassor. Emellertid har senare studier ännu inte kunnat bekräfta förekomsten av någon följeslagare till Eta Cephei.